# Тарифна політика другої адміністрації Трампа
Тарифна політика другої адміністрації Трампа — серія протекціоністських економічних заходів, здійснених адміністрацією Президента США Дональда Трампа у зовнішній торгівлі США починаючи з 2025 року, коли президент Трамп оголосив низку високих мит на імпорт з усіх інших країн. У той час як його перша адміністрація ввела тарифи на імпорт вартістю приблизно 380 доларів на мільярд доларів, загальна сума за часів його другого правління, за прогнозами, перевищить 2,5 трлн доларів до квітня 2025 року, збільшивши середню ставку мита на імпорт з 2,5 % до 16,5 %.
Трамп загострив торгівельну війну з Китаєм, підвищивши базові тарифи на імпорт з цієї країни до 145 % після 9 квітня. Він розпочав другу торгівельну війну з Канадою та Мексикою, наклавши 25 % мита на більшість канадських та мексиканських товарів, але пізніше звільнив усі товари, що відповідають вимогам Угоди між США, Мексикою і Канадою, на невизначений термін. Трамп назвав ці дії способом притягнути країни до відповідальности за контрабанду наркотиків і нелегальну імміграцію, а також підтримати вітчизняне виробництво Пізніше він ввів 25 % мито на імпорт сталі, алюмінію та автомобільної продукції з усіх країн, а також очікується, що слідом за ним будуть імпортні автозапчастини.
2 квітня, у день, який Трамп назвав «Днем визволення», він оголосив про 10 % універсальне мито на всі товари, що ввозяться до США, а також про вищі ставки для товарів із 57 торгівельних партнерів. Адміністрація Трампа заявила, що її мета — «знизити двосторонні торгові дефіцити» між США та кожною іноземною країною «до нуля». Запровадження цих мит, які суперечливо називалися адміністрацією Трампа «взаємними тарифами», а також відповідні тарифи з боку інших країн спричинили негайне падіння фондового ринку та ведмежий ринок. Базові тарифи у 10 % набули чинности 5 квітня.
Додаткові тарифи почнуть діяти 9 квітня. Канада, Китай і Європейський Союз оголосили про введення контрмит, тоді як інші країни почали переговори, щоб запобігти додатковим торговим суперечкам.

## Історичний контекст

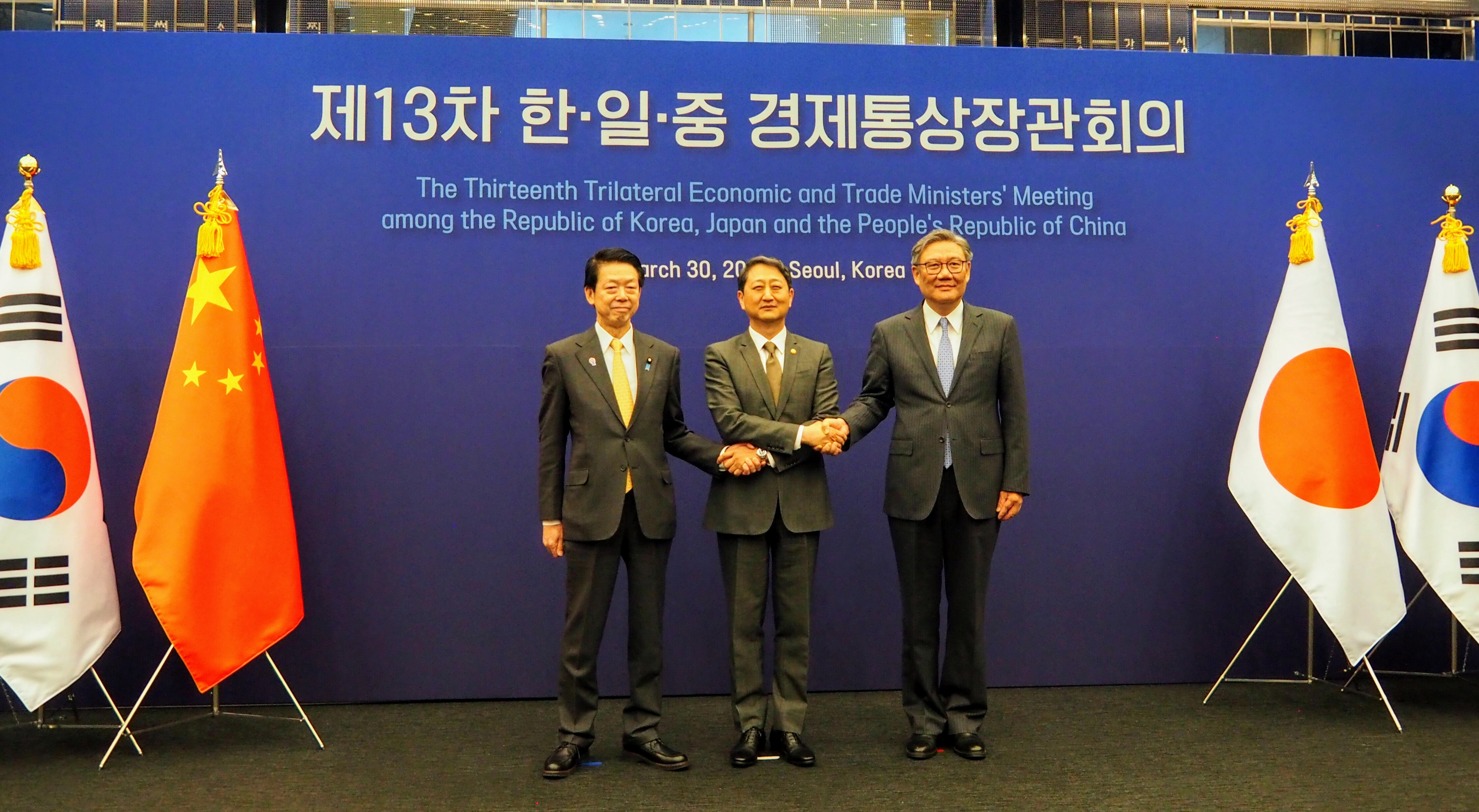
30 березня 2025 року Китай, Південна Корея та Японія домовилися посилити вільну торгівлю всупереч мит Трампа

Починаючи з 1980-х років, Трамп виступав за імпортні тарифи як інструмент регулювання торгівлі та відповідь іноземним державам, які, на його думку, діяли на шкоду американцям. Під час своєї кампанії на пост президента США Трамп обіцяв використовувати тарифи для досягнення широкого кола цілей, включаючи запобігання війні, скорочення торгівельного дефіциту, покращення безпеки на кордоні та субсидування догляду за дітьми. Хоча Трамп заявляв, що іноземні країни платять його тарифи, насправді мита США оплачуються американськими споживачами та бізнесом — або безпосередньо, або через зростання цін. Невдовзі після переобрання Трамп визнав, що тарифи можуть спричинити «певний біль» для американців, але наполягав: «усе це буде варте тієї ціни, яку потрібно сплатити».
У 2018 році Трамп запровадив мита на імпорт сталі та алюмінію, що призвело до зростання цін для американців. У грудні 2021 року ціна за одну метричну тонну гарячекатаного сталевого прокату в США становила 1855 доларів, порівняно з 646 доларами в Китаї та 1031 доларом у Європі. Світова організація торгівлі згодом постановила, що запровадження цих тарифів порушує правила глобальної торгівлі. Хоча він і його перший наступник, Джо Байден, скасували деякі з цих тарифів, більшість залишилися чинними на початку другого терміну Трампа. Трамп також розпочав торгівельну війну з Китаєм, у результаті якої 60 % американсько-китайської торгівлі було піддано 20 % тарифам і яка широко вважалася провальною для США.
У травні 2019 року Трамп використовував тарифні погрози до 25 % для Мексики, щоб домовитися про розширення своєї політики «Залишайся в Мексиці» та розгортання мексиканських солдатів для допомоги в контролі над нелегальною імміграцією. Мексика розгорнула майже 15 000 військових на кордоні з США і 6 500 військових на кордоні з Гватемалою. У 2020 році США, Мексика та Канада переуклали NAFTA як Угоду між США, Мексикою та Канадою (УСМК) і знову взяли на себе зобов'язання ввести 0 % мита на більшість товарів, якими торгують між ними. Через п'ять тижнів після того, як УСМК набув чинности, Трамп використав винятки з міркувань національної безпеки, щоб запровадити 10 % тариф на канадський алюміній після того, як він заявив, що він заполонив ринок США. Він скасував мито через місяць, за три години до того, як Канада планувала вжити заходів у відповідь.

## Планування
Під час передвиборчої кампанії на свій другий президентський термін Трамп пообіцяв навіть вищі мита, ніж у свій перший термін, зокрема 60 % для Китаю, 100 % для Мексики та 20 % для всіх інших країн. Він також запропонував встановити мита для покарання американських компаній, які передають виробництво на аутсорсинг, наприклад 200 % мито для Deere & Company. Трамп також запропонував замінити податки на прибуток надходженнями від тарифів — ідея, яку економісти з Податкового фонду вважали «математично неможливою». 23 економісти, лауреати Нобелівської премії, підписали листа, в якому попереджають, що політика Трампа, включаючи високі тарифи, «приведе до підвищення цін, більшого дефіциту та більшої нерівносиі».
Трамп призначив свого близького економічного радника Пітера Наварро своїм старшим радником з питань торгівлі та виробництва. Наварро нещодавно був ув'язнений за ігнорування конгресових повісток, пов'язаних з його роллю в спробах скасувати результати виборів 2020 року, зокрема його стратегією «Green Bay Sweep». Наварро писав книги, в яких критикував корпорації за те, що вони віддають перевагу прибуткам над американськими робочими місцями, і стверджував, що традиційний економічний аналіз не помічає шкоди, яку вільна торгівля може завдати життю людей. Він виступає за постійний режим торгівельних бар'єрів, щоб збалансувати торговий дефіцит. Наварро обіймав високопоставлені посади у сфері торгівлі під час першого терміну Трампа, але часто отримував відсіч з боку прихильних до вільного ринку чиновників адміністрації Трампа, таких як Гері Кон, який пішов у відставку на знак протесту проти мит Трампа на сталь і алюміній у 2018 році. Файненшл таймс повідомила, що Наварро отримає більше впливу та менше опозиції у другій адміністрації Трампа. Наварро почав тісно співпрацювати з кандидатами в кабінет Говардом Лутніком і Джеймісон Гріром.
Під час своєї інавгураційної промови 20 січня 2025 року Трамп пообіцяв «негайно розпочати капітальний перегляд нашої торгової системи, щоб захистити американських працівників і сім'ї. Замість того, щоб обкладати податками наших громадян, щоб збагачувати інші країни, ми будемо вводити тарифи та податки на іноземні країни, щоб збагачувати наших громадян».
4 березня 2025 року США повідомили Світову організацію торгівлі, що наглядає за міжнародною торгівлею, про своє рішення призупинити заплановані внески на невизначений термін. США мали сплатити близько 11 % з бюджету СОТ на 2024 рік, що складав $232 мільйони, вартість, що залежить від частки країни в глобальній торгівлі. 26 березня UPS запустила інструмент, що дозволяє онлайн-покупцям бачити додаткові витрати на тарифи під час оформлення замовлення, замість того щоб дізнаватися про додаткові витрати, коли їхня посилка прибуває.

## Законність
Попри те, що Конституція США надає Конгресу повноваження стягувати податки, включно з тарифами, Конгрес прийняв закони, які дозволяють президенту вводити тарифи з міркувань національної безпеки в односторонньому порядку. Під час свого другого терміну Трамп додав мита на імпорт сталі, алюмінію та автомобілів відповідно до розділу 232 Закону про розширення торгівлі (TEA), що дозволяє президенту змінювати імпортні квоти, якщо міністр торгівлі проведе розслідування, організує публічні слухання та визначить, що імпорт загрожує національній безпеці. Трамп наказав Офісу торгового представництва ініціювати аналогічні розслідування, щоб запровадити тарифи відповідно до розділу 301 Закону про торгівлю 1974 року.
Трамп також посилався на безпрецедентні повноваження відповідно до Закону про надзвичайні ситуації в країні (NEA) і Закону про міжнародні надзвичайні економічні повноваження (IEEPA), оголосивши численні «надзвичайні ситуації в національному масштабі», пов'язані з безпекою кордонів, нелегальною імміграцією та енергетикою. Оголошення цих надзвичайних ситуацій дозволило Трампу швидко запровадити мита, не дотримуючись складних процедур, передбачених TEA чи іншими законами про торгівлю. Хоча IEEPA використовувався для санкцій, він ніколи раніше не використовувався для встановлення тарифів. Підписуючи накази, Трамп заявив, що оголошення надзвичайного стану «означає, що ви можете зробити все, що від вас залежить, щоб розв'язувати цю проблему». The New York Times повідомила, що «багато економістів і юридичних експертів вважають, що ідея надзвичайної ситуації була вигадана, щоб виправдати бажання Трампа запровадити широкі імпортні мита без урахування схвалення Конгресу чи правил міжнародної торгівлі».
Для припинення національної надзвичайної ситуації згідно з NEA, член Конгресу може подати привілейовану резолюцію, що вимагає проведення голосування в палаті протягом 15 днів. У лютому 2025 року сенатори-демократи Тім Кейн і Марк Ворнер представили резолюцію про припинення національного надзвичайного стану в енергетиці, який запровадив Трамп, але вона була відхилена республіканською більшістю в Сенаті. Сенат прийняв резолюцію про скасування національного надзвичайного тарифу для Канади, але законопроєкт може не прийняти палата представників. До законопроєкту про бюджет на березень 2025 року було додано положення, щоб заблокувати процес, проголошуючи, що залишок року «не є календарним днем для цілей розділу 202 Закону про надзвичайні ситуації».

## Багатонаціональні тарифи

### Тарифи на сталь і алюміній
12 березня 2025 року США ввели 25 % мита на весь імпорт сталі та алюмінію, щоб зміцнити внутрішнє виробництво. 2 квітня 2025 року тарифи на алюміній розширено, щоб включити порожні алюмінієві банки та банки пива. Ці заходи розширили перші тарифи Трампа на сталь і алюміній шляхом скасування всіх винятків і підвищення тарифу на алюміній з 10 % до 25 %. Адміністрація стверджувала, що попередні винятки «ненавмисно створили лазівки, якими скористався Китай та інші з надлишковими потужностями з виробництва сталі та алюмінію». Трамп також наказав «плавити та розливати» сталь, а також «плавити та відливати» алюміній у США, щоб мати право на безмитний статус, щоб запобігти обходу мит. Міністр торгівлі Говард Лутнік заявив, що Трамп незабаром також введе тариф на мідь.
У 2023 році США імпортували 44 % алюмінію та 26 % сталі. Канада була його найбільшим постачальником обох, на частку якої припадало понад половина алюмінію і дві третини імпорту первинного алюмінію. Хоча до 2000 року США були найбільшим у світі виробником алюмінію, до 2021 року на них припадало менш як 2 % світового постачання, в основному через високі витрати на електроенергію, які зробили його менш конкурентоспроможним на світовому ринку. У 2021 році заводи з виплавки первинного алюмінію працювали на 55 % у США порівняно з 95 % у Канаді та 88 % у всьому світі. США залишаються основним виробником менш енергомісткого вторинного алюмінію, але вторинний алюміній менш необхідний для оборони чи електроніки.

### Тарифи на автомобілі та автозапчастини
У січні 2025 року президент Трамп оголосив про широкі мита для Канади та Мексики, що поставило під загрозу високоінтегрований північноамериканський ланцюг постачань автомобілів. Завдяки десятиліттям угод про вільну торгівлю, включаючи УСМК, заводи в США, Канаді та Мексиці звикли доставляти автозапчастини туди й назад кілька разів протягом виробничого процесу. Три найбільші американські автовиробники — Ford, General Motors і Stellantis — лобіювали виключення, попереджаючи, що тарифи завдадуть шкоди американським компаніям більше, ніж іноземним конкурентам. Генеральний директор Ford Джим Фарлі попередив інвесторів: «У довгостроковій перспективі 25-відсоткове мито на кордоні Мексики та Канади проробить діру в промисловості США, якої ми ніколи не бачили». Трамп погодився відстрочити тарифи на транспортні засоби, що відповідають вимогам УСМК. Проте, з 4 березня 2025 року постраждали бренди, які не відповідають вимогам УСМК, які виробляються в Канаді чи Мексиці, наприклад BMW. BMW вирішив покрити ці тарифи до 1 травня 2025 року.
Відстрочення тарифів на транспортні засоби, що відповідають вимогам УСМК було закінчено 3 квітня, коли Трамп ввів 25 % мито на всі імпортні автомобілі, в тому числі з Мексики та Канади. Мито поширюватиметься на неамериканський вміст у автомобілях вітчизняної збірки «не пізніше 3 травня». У Білому домі стверджували, що цей крок підвищить внутрішнє виробництво та заробить 100 мільярдів доларів податкових надходжень, зазначивши, що близько 50 % із 16 мільйонів автомобілів, куплених американцями у 2024 році, були імпортовані. Того ж дня Stellantis оголосила, що тимчасово закриє заводи в Канаді та Мексиці та звільнить 900 американських співробітників.

### Розслідування податку з продажу цифрових технологій
21 лютого 2025 року Трамп видав президентський меморандум, у якому наказав Офісу торгового представника США, а також іншим посадовцям, зокрема Пітеру Наварро, розслідувати податки на цифрові послуги й визначити, чи вживати заходів у відповідь. Інформаційний листок, що супроводжує меморандум, наголошує, що Акт Європейського Союзу про цифрові ринки й Акт про цифрові послуги піддадуться ретельній перевірці.
Податки на цифрові послуги — це податки на дохід від цифрових послуг, таких як онлайн-реклама та продаж даних користувачів. Ці податки дозволяють країнам отримувати дохід від транснаціональних компаній, які надають цифрові послуги в їхній юрисдикції. Розслідування Офісу торгового представника, розпочаті під час першого терміну Трампа, призвели до загроз тарифами для кількох країн відповідно до повноважень, наданих розділом 301 Закону про торгівлю 1974 року. 8 жовтня 2021 року понад 135 країн, які беруть участь у переговорах ОЕСР, домовилися про двокомпонентний підхід до реформування та скасування податків під назвою «Глобальна податкова угода». Кінцевий термін для першого рівня був 31 грудня 2023 року, але згодом був продовжений до 31 грудня 2024 року. Станом на січень 2025 року Трамп вийшов із Другої частини угоди, і податки для багатьох країн залишаються в силі.

### Вторинні тарифи
«Вторинні тарифи» — це нова торгова політика, запроваджена другою адміністрацією Трампа, яка нагадує вторинні санкції На відміну від первинних тарифів, які безпосередньо націлені на конкретну країну, вторинні тарифи штрафують сторонні країни або організації, які торгують із цільовою країною.
24 березня після таких дій, як депортація венесуельців у березні 2025 року, Трамп підписав указ на розгляд держсекретаря про введення 25 % мита для країн, які купують нафту у Венесуели. Згодом він пригрозив вторинними митами країнам, які купують російську нафту, якщо Росія не погодиться на мирний договір з Україною, а також країнам, які торгують з Іраном.

### Виключення
Виконавчі укази Трампа від лютого 2025 року, які оголосили мита на імпорт із Китаю, Мексики та Канади, спочатку призупинили дію мінімальних виключень США. Виняток de minimis скасовує стандартні митні процедури для пакетів малої вартости, щоб зменшити адміністративний тягар. У 2016 році Конгрес США в чотири рази підвищив поріг de minimis з 200 до 800 доларів США, що призвело до збільшення на 1000 % кількости постачаня, які претендують на звільнення від оподаткування, до 2023 року. Звільнення від податку в США було одним із найвищих у світі, у п'ять разів перевищувало такий же в Європейському Союзі. Він використовувався багатьма компаніями для надсилання товарів до США без ретельної перевірки чи податків. Найбільшими бенефіціарами були китайські компанії електронної комерції, такі як Shein і AliExpress. Деякі вантажі були пов'язані з торгівлею наркотиками. Однак до 7 лютого 2025 року Трамп на невизначений термін відновив виняток de minimis для всіх трьох цільових країн, щоб уникнути перевантаження американських митників.
2 квітня 2025 року Трамп підписав новий наказ про закриття винятків для Китаю та Гонконгу з 2 травня 2025 року. Очікується, що міністр торгівлі надасть звіт протягом 90 днів, щоб оцінити вплив і розглянути питання про закриття винятку для Макао.

## Політика «взаємного тарифу»
| Країна чи територія                     | Податок |
| --------------------------------------- | ------- |
| Всі інші країни (включно з Україною)    | 10 %    |
| Алжир                                   | 30 %    |
| Ангола                                  | 32 %    |
| Бангладеш                               | 37 %    |
| Боснія і Герцеговина                    | 35 %    |
| Ботсвана                                | 37 %    |
| Бруней                                  | 24 %    |
| Камбоджа                                | 49 %    |
| Камерун                                 | 11 %    |
| Чад                                     | 13 %    |
| Китай                                   | 34 %    |
| Демократична Республіка Конго           | 11 %    |
| Екваторіальна Гвінея                    | 13 %    |
| Європейський Союз                       | 20 %    |
| Фолклендські острови ( Велика Британія) | 41 %    |
| Фіджі                                   | 32 %    |
| Гаяна                                   | 38 %    |
| Індія                                   | 26 %    |
| Індонезія                               | 32 %    |
| Ірак                                    | 39 %    |
| Ізраїль                                 | 17 %    |
| Кот-д'Івуар                             | 21 %    |
| Японія                                  | 24 %    |
| Йорданія                                | 20 %    |
| Казахстан                               | 27 %    |
| Лаос                                    | 48 %    |
| Лесото                                  | 50 %    |
| Лівія                                   | 31 %    |
| Ліхтенштейн                             | 37 %    |
| Мадагаскар                              | 47 %    |
| Малаві                                  | 17 %    |
| Малайзія                                | 24 %    |
| Маврикій                                | 40 %    |
| Молдова                                 | 31 %    |
| Мозамбік                                | 16 %    |
| М'янма                                  | 44 %    |
| Намібія                                 | 21 %    |
| Науру                                   | 30 %    |
| Нікарагуа                               | 18 %    |
| Нігерія                                 | 14 %    |
| Північна Македонія                      | 33 %    |
| Норвегія                                | 15 %    |
| Пакистан                                | 29 %    |
| Філіппіни                               | 17 %    |
| Сербія                                  | 37 %    |
| Південна Африка                         | 30 %    |
| Південна Корея                          | 25 %    |
| Шрі-Ланка                               | 44 %    |
| Швейцарія                               | 31 %    |
| Сирія                                   | 41 %    |
| Тайвань                                 | 32 %    |
| Таїланд                                 | 36 %    |
| Туніс                                   | 28 %    |
| Вануату                                 | 22 %    |
| Венесуела                               | 15 %    |
| В'єтнам                                 | 46 %    |
| Замбія                                  | 17 %    |
| Зімбабве                                | 18 %    |

13 лютого 2025 року Трамп доручив своїм співробітникам провести дослідження як монетарних, так і немонетарних торгівельних бар'єрів, які накладають інші країни, та розробити індивідуальні «взаємні тарифи» для кожної країни, щоб протидіяти їм і карати їх. Він надав їм завдання враховувати такі фактори, як наявні тарифи, обмінні курси та торгові баланси у своєму аналізі. Лутнік заявив, що його команда представить план до 1 квітня 2025 року. Трамп оголосив, що він представить взаємні тарифи 2 квітня 2025 року, дату, яку він назвав «Днем звільнення».
2 квітня 2025 року Трамп оголосив національну надзвичайну ситуацію для вирішення того, що він описав як «великий та стійкий торговий дефіцит США», що дозволило йому застосувати IEEPA, для запровадження 10 % тарифу на весь імпорт до США, який набуде чинности 5 квітня 2025 року. Він також оголосив про підвищення тарифів для 57 країн і територій, що наберуть чинности 9 квітня. Білий дім підтвердив, що ці тарифи будуть застосовуватись додатково до наявних заходів щодо імпорту з Китаю, що призведе до фактичної ставки тарифу 54 % на китайські товари після 9 квітня 2025 року. Politico описало ці заходи як «найважливіший протекціоністський торговий крок США з 1930-х років», коли Конгрес ухвалив закон про тарифи Смутта-Гоулі.

### Виключені товари
Наступні товари не підлягали додатковим тарифам, зокрема 10 % базовому тарифу:
- Усі матеріали, що підпадають під 50 USC 1702(b), такі як книги та інші інформаційні матеріали
- Продукція зі сталі та алюмінію, на яку окремо накладено 25 % універсальний тариф за Розділом 232
- Автомобілі та автомобільні запчастини, на які окремо накладено 25 % універсальний тариф за Розділом 232
- Мідь, фармацевтичні препарати, напівпровідники, дерев'яні вироби, деякі критично важливі мінерали та енергетичні продукти, частина з яких була під розслідуванням для тарифів за Розділом 232
- Продукти, які в майбутньому підпадатимуть під тарифи за Розділом 232
- Продукти з Мексики та Канади, що відповідають умовам УСМК(інші мови), за винятком товарів, що підлягають тарифам за Розділом 232

### Розробка
Агентство Рейтер повідомляло, що адміністрація Трампа натрапила на труднощі при розробці взаємних тарифів, оскільки кожна зі 186 країн-членів Світової митної організації застосовує різні мита. Спочатку адміністрація розглядала можливість поділу всіх країн на групи за високими, середніми та низькими торгівельними бар'єрами. Пізніше посадові особи Скотт Бессент і Кевін Гассетт повідомили Fox Business, що адміністрація зосередиться на найбільших торгових партнерах США та призначить індивідуальні ставки тарифів для кожної країни. Гассетт заявив, що «понад 100 країн насправді не мають жодних мит щодо нас і не мають жодних нетарифних бар'єрів», і що лише «10-15 країн» викликають занепокоєння.
Однак 30 березня Трамп заявив журналістам: «Я не знаю, хто вам сказав про 10 або 15», відкинувши цю ідею як «чутки» і сказав, що тарифи будуть накладені на «всі країни». Хоча багато країн намагалися домовитися про угоди за кілька тижнів до 2 квітня, жодних винятків не було надано. Відсутність ясності спричинила економічну нестабільність і падіння фондових ринків. Березень 2025 року став найгіршим місяцем для фондового ринку США з грудня 2022 року: індекс S&P 500 впав більш ніж на 5 %, а NASDAQ впав більш ніж на 10 % за квартал.
Економісти та експерти з торгівлі вказали, що Трамп неодноразово робив неправдиві та перебільшені заяви про торгівлю та тарифи у своїй промові на «День звільнення». ING Groep зазначила, що плани для цієї політики, ймовірно, узгоджуються з частиною Наварро в Проєкті 2025, яка має назву «Аргументація для справедливої торгівлі». Міністр фінансів Скотт Бессент сказав «кожній країні»: «Не відплачуйте, сидіть спокійно, подивимось, як це буде, бо, якщо ви відплатите, буде ескалація».

### Формула обчислення

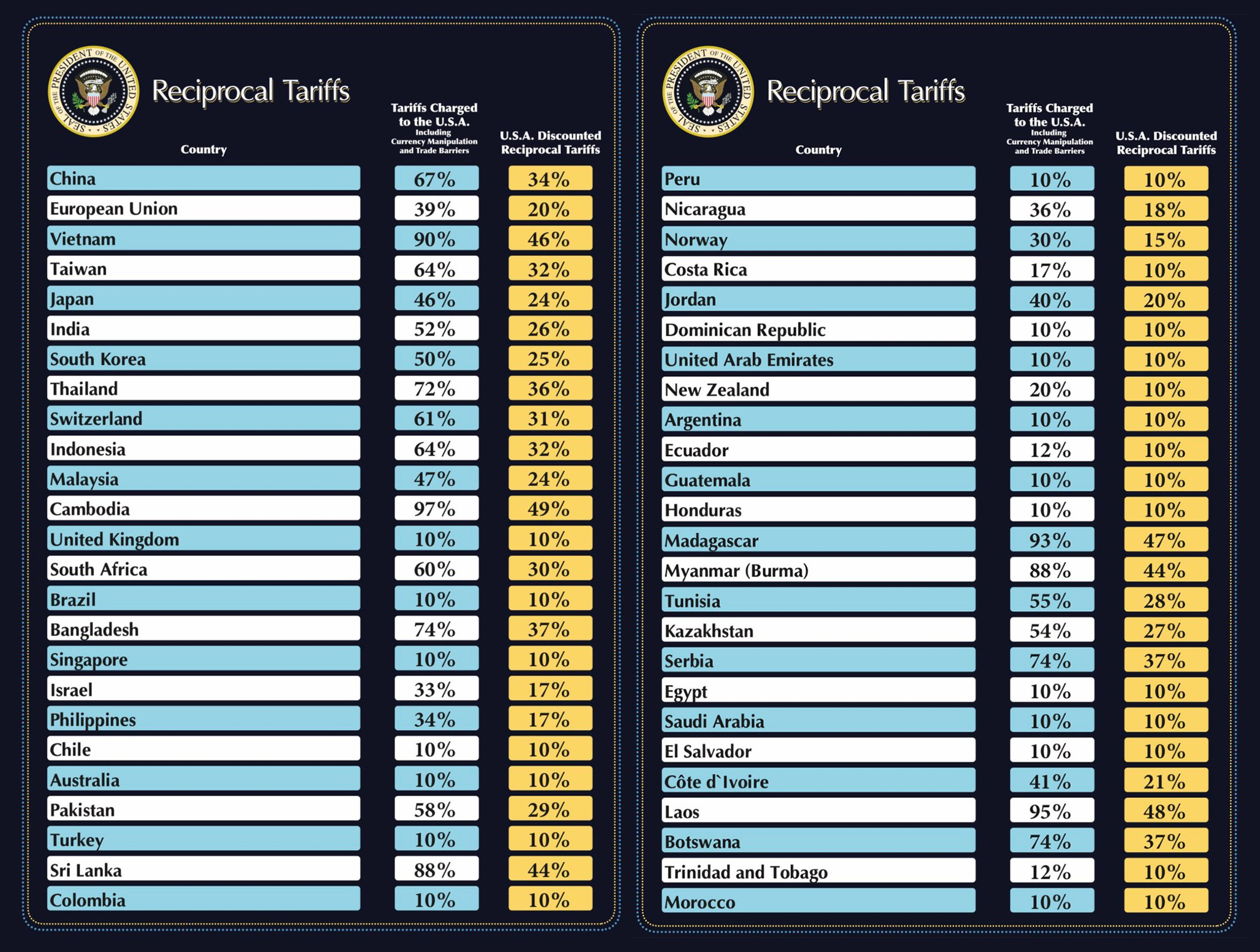
Таблиця з тарифами до «Дня визволення» за квітень 2025 року та претензіями, на основі яких вони базувалися

Невдовзі після оголошення фінансовий журналіст Джеймс Суровєцькі повідомив, що остаточна політика «взаємних тарифів» насправді розраховувалася шляхом ділення торгового дефіциту США з певною країною на суму її експорту в США. Потім отримане значення ділилося на половину, щоб визначити ставку «взаємного» тарифу, який Трамп накладав. Наприклад, поділивши торговий дефіцит США з Китаєм за 2024 рік, який становив $295 мільярдів, на суму імпорту США з Китаю в розмірі $439 мільярдів, ми отримуємо значення бар'єра тарифу для Китаю на рівні 67 %: $295 млрд ÷ $439 млрд = 0.67, що у відсотках дорівнює 67 %.

Адміністрація Трампа пізніше опублікувала свою формулу торгового бар'єра в Інтернеті, яка спростилася до тієї ж формули. Формула із змінною i, що представляє країну, mi, що представляє імпорт із цієї країни, і xi, що представляє експорт до цієї країни. Формула, надана Білим домом, виглядає наступним чином:.
Формула адміністрації Трампа включала показники еластичности, встановлені на ε = 4 і φ = 0,25, а потім множила їх на ε × φ = 1, що не призводило до змін, коли ε × φ було помножено на інші частини розрахунку, як визначено у формулі. Таким чином, коли x i − m i є дефіцитом торгівлі, формула спрощується до формули Суровецького:
Офіс торгового представника США при адміністрації Трампа пояснив, що тарифи «розраховуються як тарифна ставка, необхідна для збалансування дефіциту двосторонньої торгівлі між США та кожним із наших торгових партнерів», щоб «довести дефіцит двосторонньої торгівлі до нуля». Офіційний представник Білого дому сказав Нью-Йорк пост, що тарифи базуються «на концепції, згідно з якою дефіцит торгівлі, який ми маємо з будь-якою країною, є сумою всіх торгових практик, сумою всіх шахрайств». Politico повідомило, що багато економістів виявили, що «ставки для більшости країн мало пов'язані з бар'єрами, які ці країни встановили на товари та послуги США».
Вважається, що план Трампа щодо тарифів міг бути написаний за допомогою ChatGPT.

### Постраждалі регіони
Первісний список Білих домівських територій, що підлягають впливу тарифів, включав безлюдні острови Герд і Макдональд, що належать Австралії. Для острова Норфолк, населення якого близько 2,000, було запропоновано тариф 29 %, тоді як решта Австралії отримала тариф 10 %. Первісний список також запропонував тарифи в розмірі 10 % для Британської території в Індійському океані, де населення близько 3,000 осіб складається з американських і британських військових та підрядників, що працюють на американській/британській військовій базі Дієго-Гарсія. Рішення накласти тарифи на деякі з цих регіонів, ймовірно, базувалося на некоректних торгових даних. Аналіз імпортних записів США, проведений Ґардіан, виявив, що деякі вантажі були помилково записані як такі, що походять з віддалених територій, а не з їх справжніх країн походження. Серед таких помилкових імпортів були вина, акваріуми та чоботи Timberland.
Найвищі тарифи в 50 % були встановлені для Лесото, яке Трамп назвав країною, про яку «ніхто ніколи не чув»; 50 % тариф також був спочатку запропонований для французьких островів Сен-П'єр і Мікелон з населенням близько 5000 осіб. Інші країни, які стикаються з одними з найвищих тарифів, це Камбоджа (49 %), Лаос (48 %), Мадагаскар (47 %), В'єтнам (46 %) і М'янма (44 %).
Серед країн, не відзначених особливими тарифами, були Україна, Канада, Мексика, Куба, Північна Корея, Росія, Білорусь. Прессекретар Каролайн Левітт прокоментувала, що Росія уникла мит, тому що поточні американські санкції проти Росії не призвели до «значущої торгівлі» між двома країнами; у 2024 році вартість операцій становила 3,5 мільярдів доларів, що більше, ніж країни Маврикій або Бруней, які постраждали від американських тарифів цього раунду. Щодо інших, Лівітт посилалася на те, що мита та санкції щодо Білорусі, Куби та Північної Кореї вже були високими, а Канада та Мексика мали тарифи у 25 % раніше. Окремо Сирія, яка перебувала під американськими санкціями 20 років, отримала високий тариф на День визволення — 41 %.

## Тарифи залежно від країни

### Китай
1 лютого 2025 року Трамп підписав виконавчий указ 14195, який встановив нові 10 % мита на весь китайський імпорт. Розпорядження, яке набуло чинности 4 лютого, було прийнято за дорученням Ради національної безпеки. 10 лютого Китай у відповідь ввів мита в розмірі 15 % на вугілля і зріджений газ і 10 % на нафту і сільськогосподарську техніку. Китай також додав PVH Corp і Illumina до списку ненадійних організацій, розпочав антимонопольне розслідування щодо Google і додав контроль над експортом деяких металів, зокрема вольфраму.
Capital Economics, британська макроекономічна консалтингова компанія, оцінила, що хоча США запровадили нові тарифи на товари з Китаю на суму близько 450 мільярдів доларів, додаткові тарифи Китаю були орієнтовані лише на 20 мільярдів доларів товарів з США. Джуліан Еванс-Прічард, керівник відділу Китаю, зазначив, що «заходи відносно США є досить поміркованими, хоча і порівняно з кроками США». Рейтер вказав, що «обмежена» відповідь Китаю «підкреслила спробу китайських політиків залучити Трампа до переговорів, щоб уникнути повномасштабної торгової війни».
4 березня 2025 року Трамп знову підвищив тарифи на імпорт з Китаю з 10 % до 20 %. У відповідь Китай оголосив того ж дня про введення 15 % тарифу на американську курятину, пшеницю, кукурудзу та бавовну, а також 10 % на сорго, соєві боби, свинину, яловичину, морські продукти, фрукти, овочі та молочні продукти, починаючи з 10 березня 2025 року. Крім того, Китай розпочав розслідування щодо обходу митних правил на оптоволоконні продукти, що імпортуються з США. Головне митне управління Китаю призупинило імпорт американської деревини та анулювало ліцензії для трьох американських компаній на імпорт соєвих бобів. 30 березня 2025 року Китай, Південна Корея та Японія уклали угоду на зустрічі вищих торгових чиновників щодо зміцнення своїх зв'язків у вільній торгівлі, включаючи співпрацю в ланцюгах постачання, у відповідь на тарифи Трампа.
Ритейлер Walmart попросив деяких китайських постачальників знизити ціни через тарифи. 12 березня 2025 року Міністерство торгівлі Китаю провело переговори з Walmart, згідно з повідомленнями державних ЗМІ. Costco, мережа складів, вжила таких самих заходів з китайськими постачальниками.
26 березня 2025 року Трамп припустив, що він може знизити тарифи на Китай, щоб досягти угоди щодо продажу TikTok.
4 квітня 2025 року уряд Китаю ввів у відповідь тарифи в розмірі 34 % на весь імпорт із Сполучених Штатів, починаючи з 10 квітня 2025 року.

### Канада і Мексика

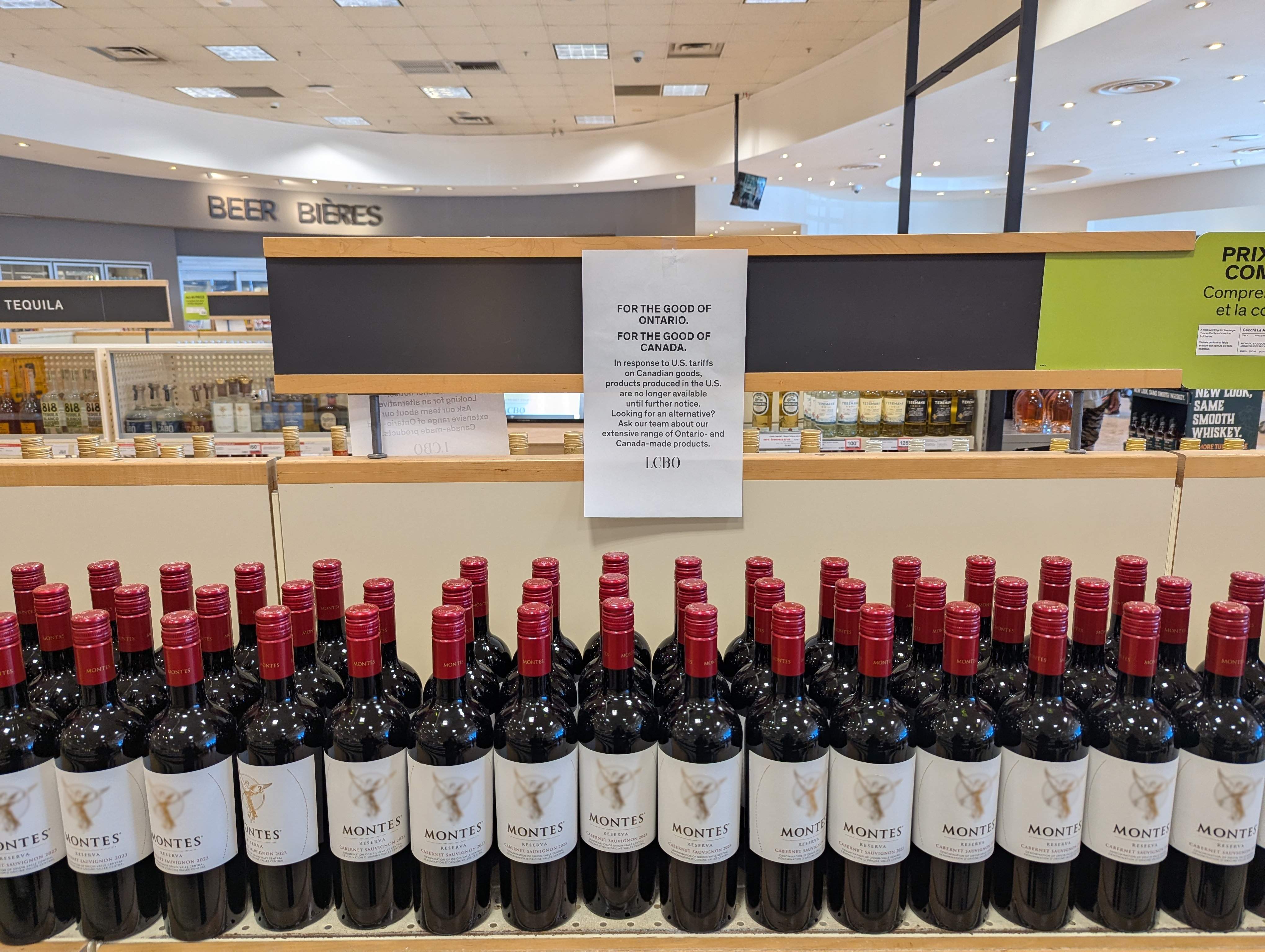
Магазин алкогольних напоїв в Онтаріо, який рекомендує неамериканські продукти у відповідь на мита Трампа, «на благо Канади». Вина на фото чилійські.

25 листопада 2024 року, після переобрання, Трамп оголосив про введення 25 % мита на весь імпорт з Канади та Мексики, якщо вони не вживуть заходів проти нелегальної імміграції та торгівлі наркотиками, зокрема фентанілом. Президентка Мексики Клаудія Шейнбаум і тодішній прем'єр-міністр Канади Джастін Трюдо намагалися знизити напругу. Хоча Трюдо зазначив, що менш як 1 % нелегальних перетинів кордону та менш як 1 % фентанілу в США надходить з Канади, він представив план безпеки на суму 1,3 мільярда доларів для канадсько-американського кордону 16 грудня 2024 року. Попри ці зусилля, 1 лютого Трамп наказав запровадити тарифи з 4 лютого зі зниженою ставкою на 10 % для канадських енергоносіїв. Bloomberg News повідомило, що радники Трампа Пітер Наварро та Стівен Міллер вели економічні дискусії щодо мит.
Трюдо і Шейнбаум засудили дії Трампа і пригрозили негайною економічною помстою, але 3 лютого три лідери домовилися про відстрочку тарифів на один місяць. У рамках угоди Мексика погодилася розгорнути 10 000 військових на кордоні з США, а Канада пообіцяла призначити «царя фентанілу» та продовжити впровадження плану безпеки кордону, оголошеного у 2024 році. Своєю чергою Трамп пообіцяв вжити заходів для обмеження торгівлі зброєю в Мексику та співпрацювати з Канадою у створенні спільної «ударної групи» по боротьбі зі злочинністю.
27 лютого Трамп заявив, що «наркотики все ще надходять у нашу країну з Мексики та Канади», і підтвердив свої мита, що призвело до їх впровадження 4 березня 2025 року. Канада відповіла 25 % тарифами на товари США на суму 20 мільярдів доларів (30 мільярдів канадських доларів), з планами розширити їх до 85 мільярдів доларів (125 мільярдів канадських доларів), у той час, як Мексика готувала свою відповідь на 9 березня. Волл-стріт джорнел попередив, що тарифи можуть «глибоко змінити відносини між США та двома найбільшими торговими партнерами, раптово змінюючи десятилітній проєкт США щодо розширення вільної торгівлі з союзниками».
Початок торгової війни спричинив падіння на фондових ринках та економічні побоювання, особливо для ритейлерів та виробників автомобілів Лутнік швидко натякнув на можливість зниження тарифів. «Президент слухає пропозиції від Мексики та Канади. Він розмірковує над тим, щоб знайти компроміс», сказав він 5 березня. Того ж дня Трамп відтермінував введення тарифів на автомобільну промисловість, що відповідає угоді УСМК. Наступного дня він продовжив відтермінування для всіх товарів, що відповідають УСМК — це стосується 50 % імпорту з Мексики та 38 % з Канади — до 2 квітня Мексиканський уряд очікував, що частка таких товарів зросте до 85–90 % впродовж кількох тижнів. Канада повідомила, що зберігатиме початкові тарифи, але призупинить заплановане підвищення. Десятки тисяч мексиканців святкували з Шейнбаумом на центральній площі Мехіко.
Хоча очікувалося, що звільнення від тарифів за програмою УСМК сплине 2 квітня, того ж дня Білий дім оголосив, що це буде продовжено безстроково. Однак Трамп підписав нові укази, що запроваджують 25 % тарифи на імпорт сталі, алюмінію, автомобілів та автозапчастин з будь-якої країни, включаючи Канаду та Мексику. Канада, найбільший постачальник сталі та алюмінію для США, зазнала значного впливу від американських тарифів на ці продукти й відповіла 13 березня 25 % тарифами на додаткові 20,6 мільярда доларів (29,8 мільярда канадських доларів) товарів США.

### Європа

#### Європейський Союз
Перед своєю другою інавгурацією Трамп погрожував ввести тарифи на Європу, якщо вона не зменшить своє торгове сальдо з США, збільшивши імпорт американських автомобілів, сільськогосподарських продуктів та нафти й газу. У 2023 році обсяг торгівлі між США та Європейським Союзом (ЄС) досяг рекорду в 1,6 трильйона доларів. Європейська комісія зазначила, що хоча США мали торговий дефіцит з ЄС по товарах, він компенсований торговим сальдо по послугах. 2 лютого 2025 року Трамп заявив журналістам, що планує ввести тарифи на Європейський Союз «дуже скоро». Він також припустив, що тарифи на Великобританію «можуть бути введені», але вірив, що «це питання можна вирішити».
Деякі лідери ЄС погрожували негайною відповіддю, тоді як інші висловлювали занепокоєння щодо відновлення глобальної інфляції. «Ми повинні зробити все можливе, щоб уникнути цієї абсолютно непотрібної та безглуздої тарифної війни», заявив прем'єр-міністр Польщі Дональд Туск. 4 лютого 2025 року міністри торгівлі ЄС зустрілися у Варшаві, щоб обговорити загрози Трампа. 7 лютого ЄС запропонував знизити тарифи на імпорт автомобілів з 10 % до рівня США — 2,5 %, а також збільшити закупівлю американського зрідженого природного газу та військової техніки. 25 лютого французький президент Еммануель Макрон зустрівся з Трампом у Білому домі з метою переконати його утриматися від початку торгової війни з Європою та зосередитись на Китаї замість цього.
12 березня, після вступу в силу глобальних тарифів Трампа на сталь і алюміній, Європейський Союз оголосив двоетапний план відповіді. Спочатку планувалося розпочати обидва етапи 1 квітня, але їх перенесли на середину квітня. Перший етап — відновлення тарифів, запроваджених у 2018 та 2020 роках у відповідь на перші терміни тарифів Трампа на метали. Ці заходи, оцінені в 6,3 мільярда євро у 2018 році, але знижені до 4,5 мільярда євро у 2025 році через Brexit та зниження торгівлі між США та ЄС, були припинені у 2023 році після переговорів з тодішнім президентом Джо Байденом. Другий етап передбачає введення тарифів на товари США на суму 18 мільярдів євро, включаючи сталь, алюміній, побутову техніку, деревні вироби, птицю, яловичину та інші харчі. Трамп засудив заплановані тарифи ЄС на американську віскі в 50 % і пообіцяв накласти 200 % тарифи на європейський алкоголь у відповідь.
Напередодні запровадження взаємних тарифів Трампа Бернд Ланге, голова комітету Європейського парламенту з міжнародної торгівлі, запропонував у відповідь запровадити «тарифи на цифрові послуги, на які США мають величезний надлишок».
Опитування YouGov, проведене в Данії, Франції, Німеччині, Італії, Іспанії, Швеції та Великій Британії, показало, що переважна більшість  –  від 79 % респондентів у Данії, до 56 % в Італії  –  підтримують запровадження відповідних мит на американський імпорт, якщо мита США залишаться.

#### Велика Британія
Велика Британія вирішила не відповідати на тарифи Трампа на метали. Канцлер Лейбористської партії Рейчел Рівз заявила, що «обговорення» щодо можливого зниження податку на цифрові послуги Великої Британії (DST) тривають, щоб уникнути подальших торгових суперечок зі Сполученими Штатами. Введений у 2020 році, податок DST нараховує 2 % для великих цифрових компаній, генеруючи близько 800 мільйонів фунтів стерлінгів щорічно. Пропозиція щодо зниження податку викликала критику з боку Ліберальних демократів, які засудили це як «податкову допомогу Ілону Маску, Цукербергу та іншим американським техно-баронам» і натомість виступили за підвищення податку до 6 %.
3 квітня 2025 року уряд Великої Британії опублікував 417-сторінковий список, у якому просив британські компанії вказати продукти, тарифи на які найменше зашкодять британським компаніям.

#### Україна
У 2025 році адміністрація президента Дональда Трампа оголосила про запровадження нових універсальних мит для більшости країн світу. Україна потрапила до переліку, для якого встановлено базове мито у розмірі 10 %. У 2024 році обсяг українського експорту до США склав $874 млн, з яких на чавун припадало $363 млн, а також $112 млн — на труби. Імпорт американських товарів до України склав $3,4 млрд. Основу українського експорту складала продукція металургії — майже 60 % від загального обсягу постачання до США. За оцінками Міністерства економіки України, нові мита найбільше вдарять по виробниках металопродукції, зокрема малих підприємствах. З 12 березня 2024 року на українську сталь та алюміній вже діяли додаткові мита у розмірі 25 %.
Очільниця Міністерства економіки України Юлія Свириденко заявила, що Київ має шанси домовитися з США про кращі умови торгівлі. На її думку, низький рівень українських мит на американські товари (10 % на авто, 0 % на нафту та вугілля) дозволяє вести переговори на вигідних умовах. На думку народного депутата Ярослава Железняка, нові мита не створюють критичної загрози для української економіки, оскільки експорт до США становить лише близько 2 % від усього українського експорту. Водночас, за його словами, для України відкривається «вікно можливостей» вийти на нові ринки — Китаю, Індії та ЄС, які отримали вищі тарифи й можуть запровадити дзеркальні обмеження проти США. Фахівці фінансового сектору відзначають, що мита не мають суттєвого безпосереднього впливу на курс гривні.

### Індія
У лютому 2025 року прем'єр-міністр Індії Нарендра Моді відвідав Білий дім, щоб обговорити тарифи та укласти угоду, спрямовану на подвоєння двосторонньої торгівлі до 500 мільярдів доларів до 2030 року. Середній тариф Індії на товари становив 12 %, порівняно з 2,2 % у США, що змусило Трампа неодноразово називати країну «королем тарифів» і «великою зловмисницею» у торгових зв'язках. США були найбільшим експортним ринком Індії. Аналітики прогнозували, що взаємні тарифи матимуть значний економічний вплив на Індію. Citi Research оцінив, що Індія може втратити 7 мільярдів доларів щорічно. Внутрішній аналіз Індії оцінював, що взаємні тарифи можуть торкнутися 87 % її загального експорту до США, який оцінюється в 66 мільярдів доларів. Індія очікувала збільшення тарифів на 6 % до 10 % на такі товари, як перли, мінеральні палива та техніка, і вважала, що її експорт фармацевтичної продукції та автомобілів зазнає найбільшого впливу.
Індія вжила кілька заходів для розв'язання торгових питань. У лютому країна знизила тарифи на мотоцикли та віскі, пообіцяла переглянути додаткові тарифи та запропонувала збільшити імпорт енергетичних і оборонних товарів зі США. Наступного місяця агентство Рейтер повідомило, що Індія веде переговори з США і готова знизити або скасувати тарифи на 55 % своїх імпортів з США, що оцінюються в 23 мільярди доларів, які зараз підлягають тарифам від 5 % до 30 %. Індія попередила, що пропозиція залежить від зняття взаємних тарифів і зазначила, що рішення ще не є остаточними. 2 квітня США ввели «взаємні тарифи» на рівні 27 % на імпорт з Індії.

### Інші країні
26 січня 2025 року між Колумбією та США виникла суперечка після того, як президент Колумбії Густаво Петро відмовився дозволити посадку двох військових літаків США з депортованими громадянами Колумбії. Петро назвав поводження з депортованими на військових літаках негідним і заявив, що прийматиме депортаційні рейси лише цивільними літаками. У відповідь Трамп наказав вжити заходів проти Колумбії та її посадовців, включно з введенням тарифів у 25 %, які мали зрости до 50 % через тиждень, якщо Петро не змінить своєї позиції. Петро відповів запровадженням 25 % тарифу на США, який також мав зрости до 50 %. За кілька годин США заявили, що Колумбія погодилася на «необмежене прийняття» депортованих, включно з тими, кого вивозять військовими літаками. Колумбія підтвердила, що «продовжить приймати» депортованих колумбійців і гарантує їм «гідні умови».
У листопаді 2024-го та знову в січні 2025 року Трамп погрожував країнам БРІКС, заявивши, що вони зіткнуться зі 100 % тарифами, якщо спробують замінити долар США як резервну валюту. 24 березня 2025 року Трамп пригрозив ввести 25 % тарифи на імпорт із країн, які купують нафту й газ у Венесуели.
Трамп не оголошував мита щодо Росії у квітні 2025 року через санкції, пов'язані з війною в Україні. У Білому домі заявили, що введені санкції «вже звели торгівлю між двома країнами на нуль». Торгівля США з Росією у 2024 році оцінюється в 3,5 мільярда доларів США, що становить десяту частину від 35 мільярдів доларів США у 2021 році до її вторгнення в Україну.
США ввели мита до 3 521% на імпорт сонячних батарей з чотирьох азійських країн, пише видання Bloomberg. Для Камбоджі встановили найбільший тариф на рівні 3 521%. Для виробників із В’єтнаму мита становлять 395,9%, для Таїланду – 375,2%, а для Малайзії лиш 34,4%.

## Наслідки

### Ринки
Одразу після оголошення Трампа 2 квітня ринки різко пішли вниз. На японських біржах індекс Nikkei 225 впав на 2,8 %, а TOPIX — на 3,1 %. У Європі FTSE 100 впав на 1,6 %, а паризький CAC 40 впав на 3,3 %. Німецький DAX також впав на 3,1 %.
У США ф'ючерси, прив'язані до S&P 500, знизилися на 3,9 %. Ф'ючерси Dow Jones Industrial Average впали на 2,7 %, а Nasdaq 100 — на 4,7 %.
3 квітня індекс S&P 500 знизився на понад 274 пункти, або 4,88 %, що стало другою за величиною щоденною втратою пунктів за всю історію; це в основному пояснюється оголошенням тарифу 2 квітня. Це було перевершено наступного дня, 4 квітня, коли індекс впав на 5,97 %.
3 квітня індекс Nasdaq Composite впав більш ніж на 1050 пунктів, або на 5,97 %, що стало найбільшою втратою пунктів за його історію. 4 квітня він знову знизився на 962,82 пунктів, або 5,82 %, увійшовши в зону ведмежого ринку.
3 квітня Dow Jones Industrial Average впав на 1679,39 пунктів, або 3,98 %, що стало п’ятим за розміром денним падінням в історії 4 квітня він знизився ще на 2231,07 пунктів, або 5,50 % — третє найбільше падіння в історії індексу.
Того ж дня індекс Russell 2000 увійшов у ведмежий ринок після падіння на 134,82 пунктів, або 6,59 %.
За два дні — 3 та 4 квітня — американські акції втратили вартість на 6,4 трильйона доларів, що стало найбільшою дводенною втратою в історії з відривом у 2 трильйони доларів.

### США
Хоча в першій президентській каденції Трампа економічна політика включала нижчі й більш вибіркові тарифи з численними винятками (наприклад, для продукції Apple), у другій каденції він пообіцяв вищі ставки, ширше охоплення і мінімум винятків. За даними Фонду оподаткування, адміністрація Трампа під час першої каденції запровадила нові тарифи на імпорт приблизно на 380 мільярдів доларів. Для порівняння, у другій каденції очікувалося, що до квітня 2025 року тарифи вплинуть на понад 1,4 трильйона доларів імпорту.
На початку другого терміну плутанина через стрімкі коливання тарифів і зміну економічної політики створила значну невизначеність для бізнесу та економістів. У 2024 році, напередодні інавгурації Трампа, ВВП США зріс на 2,8 %. У березні 2025 року Федеральна резервна система знизила прогноз зростання на 2025 рік з 2,1 % до 1,7 %, а ОЕСР прогнозувала зниження до 2,2 % у 2025-му і 1,6 % у 2026-му. Федеральна резервна система також підвищила очікуваний рівень інфляції з 2,5 % до 2,7 %. Вартість долара США різко впала щодо інших валют після оголошення тарифів.
Очікується, що запропоновані 25 % тарифи на товари з Мексики та Канади матимуть значний вплив. Передбачалося зростання цін на продукти, адже дві третини овочевого імпорту США надходить з Мексики. Інститут міжнародної економіки Петерсона оцінив, що такий тариф, якщо його зберегти до 2029 року, скоротить ВВП США на 200 мільярдів доларів. За даними Budget Lab Єльського університету, американські домогосподарства втратять приблизно 1200 доларів купівельної спроможности.
Рада з міжнародних відносин зазначає, що енергетичний сектор США є одним із найбільш вразливих до дії тарифів. Зокрема, 10 % тариф на імпорт енергоносіїв з Канади може підвищити ціни на енергію для американців, адже Канада — найбільший постачальник енергії в США, у тому числі забезпечувала 61 % імпорту сирої нафти у 2021 році. Американські нафтопереробні заводи, особливо на Середньому Заході, залежать від сирої нафти для виробництва бензину, а прогнози свідчать, що ціни на пальне можуть зрости до 50 центів за галон у цьому регіоні. 2 лютого 2025 року канадська компанія Irving Oil заявила: «Більшість продукції, що виробляється на нашому нафтопереробному заводі у Сент-Джоні, йде на ринок США… Цей тариф призведе до зростання цін для наших американських клієнтів і матиме вплив на енергетичну безпеку та загалом на економіку». Під час передвиборчої кампанії Трамп обіцяв виборцям зменшити ціни на енергоносії удвічі протягом першого року на посаді.
Економіст Майкл Гадсон стверджував, що мита можуть підірвати світову економіку, порушивши платіжний баланс між Сполученими Штатами та їх зовнішніми боржниками. Зменшення експорту між США та країнами, на які накладено тарифи, а також підвищення цін на товари, номіновані в доларах, ускладнює цим країнам виплату боргів у доларах. Гадсон вважає, що це може призвести до боргової кризи, подібної до латиноамериканської боргової кризи чи проблем міжсоюзного погашення позик після світових війн.
Після оголошення глобальних тарифів і торгівельної війни 3 квітняYale Budget Lab розрахувала, що середній ефективний тариф у США зріс до 22 % (порівняно з 11 % до оголошення), що стало найвищим показником з 1909 року. Аналітики з Inflation Insights повідомили, що зважена середня ставка тарифу зросте до 25–30 %, порівняно з 2 % попереднього року. Інститут Катона та інші економісти заявили, що ці тарифи «наближаються до рівнів, які не спостерігалися з часів тарифного акту Смута-Гоулі 1930 року», який, за даними The Wall Street Journal становив приблизно 20 % і діяв до підписання Генеральної угоди з тарифів і торгівлі у 1947 році З урахуванням інфляції ці тарифи стали найбільшим підвищенням податків в історії США — у три рази вищим, ніж підвищення податків для фінансування Другої світової війни.

### Китай
Nomura Holdings, оцінила, що скасування de minimis-винятку для китайських товарів у США «уповільнить зростання експорту Китаю на 1,3 процентних пункти, а зростання ВВП — на 0,2 пункту». Коли Конгрес США у 2016 році підвищив ліміт de minimis з 200 до 800 доларів, це викликало сплеск імпорту дешевих китайських товарів до США. Звіт Комітету з вибору Палати представників США у 2023 році показав, що «майже половина» всіх вантажів у межах de minimis надходили з Китаю. Китайські інтернет-компанії Temu і Shein, на які припадало понад 30 % щоденних de minimis-вантажів, почали залучати продавців з фізичною присутністю в США та розширювати мережу дистрибуції за межами Китаю, щоб пом'якшити наслідки втрати пільги.
7 лютого 2025 року Трамп тимчасово відтермінував скасування пільги для Китаю до моменту, коли міністр торгівлі повідомить, що існують достатні системи для обробки та збору тарифів. Очікується, що de minimis-виняток знову буде скасовано 3 травня 2025 року.

### Інші країни
Прем'єр-міністр Онтаріо Дуг Форд заявив, що тарифи, ймовірно, вплинуть приблизно на пів мільйона робочих місць в автомобільній галузі провінції. Директор з досліджень Інституту міжнародної економіки Петерсона Маркус Ноланд вважає, що тарифи спричинять деіндустріалізацію Мексики. Аналогічно, заступник прем’єр-міністра Сінгапуру, міністр торгівлі та промисловости Ган Кім Йонг і старший міністр Лі Сянь Лун заявили, що тарифи можуть вплинути на економічне зростання та вартість життя; Ган також зазначив у пресі, що Сінгапур уважно стежить за ситуацією та економічним прогнозом і вживатиме заходів у разі необхідности. Сінгапурські аналітики, однак, попри ризики сповільнення торгівлі, вважають, що країна може виграти, ставши більш привабливим джерелом імпорту для американських покупців, які шукають альтернативу постачальникам, обкладеним високими тарифами.